# Brightwater
Brightwater (in māori: Wairoa) è una città della Nuova Zelanda situata nel Distretto di Tasman, nella parte settentrionale dell'Isola del Sud.
È il luogo natale di Sir Ernest Rutherford (1871-1937), premio Nobel per la chimica nel 1908.
Si trova 20 km a sud ovest della città di Nelson, sulle rive del fiume Wairoa. Fondata nel 1834, in origine si chiamava Spring Grove. Alfred Saunders, proprietario di una manifattura di fibra di lino, nel 1855 la rinominò Brightwater per la limpidezza delle acque del fiume Wairoa.
L'economia è prevalentemente agricola, in particolare viticoltura.